# Neomyia lauta
Neomyia lauta är en tvåvingeart som först beskrevs av Christian Rudolph Wilhelm Wiedemann 1830.  Neomyia lauta ingår i släktet Neomyia och familjen husflugor. Inga underarter finns listade i Catalogue of Life.